# Штробль-ам-Вольфгангзе
Штробль-ам-Вольфгангзе (нім. Strobl am Wolfgangsee) — громада (нім. Gemeinde) в Австрії, у федеральній землі Зальцбург.
Входить до складу округу Зальцбург. Населення становить 3577 чоловік (станом на 31 грудня 2005 року). Займає площу 93,89 км². Офіційний код — 50 336.

## Політична ситуація
Бургомістр комуни — Йозеф Вайкінгер (АНП) за результатами виборів 2004 року.
Рада представників громади (нім. Gemeinderat) має 21 місце:
- АНП — 11 місць.
- СДПА — 8 місць.
- АПС — 2 місця.